# 横須賀市立長沢中学校
横須賀市立長沢中学校（よこすかしりつ ながさわちゅうがっこう）とは、神奈川県横須賀市長沢にある市立中学校。略称は「沢中（さわちゅう）」。

## 沿革
- 1985年（昭和60年）
  - 4月1日 - 横須賀市立北下浦中学校から分離、開校。
  - 6月11日 - 開校式が行われる。この日を開校記念日とした。

## 部活動

### 運動部
- 野球部
- サッカー部
- 陸上部
- テニス部
- バスケットボール部
- バレーボール部(女子)
- 卓球部

### 文化部
- 吹奏楽部
- アート部
- 家庭科部

## 通学区域
2014年度は以下の通りである。
- 野比1丁目1番～12番、13番1号～10号、15番1号～8号、17号～22号、16番～38番、40番～54番、2丁目1番6号、7号、2番1号
- 長沢2丁目～6丁目
- グリーンハイツ

また、津久井5丁目1、2番は北下浦中学校の通学区域であるが、通うことができる。

## 進学前小学校
- 横須賀市立野比小学校 - 野比1丁目1番～12番、13番1号～10号、15番1号～8号、17号～22号、16番～38番、40番～54番、2丁目1番6号、7号、2番1号、長沢3丁目、5丁目、6丁目
- 横須賀市立北下浦小学校 - 長沢2丁目、4丁目
- 横須賀市立津久井小学校 - グリーンハイツ

また、公立学校選択制により、以下の学校からも進学できる。
- 横須賀市立岩戸小学校
- 横須賀市立粟田小学校
- 横須賀市立大矢部小学校 - 久里浜中学校が通学区域の地域のみ
- 横須賀市立大塚台小学校 - 久里浜中学校が通学区域の地域のみ
- 横須賀市立久里浜小学校
- 横須賀市立明浜小学校
- 横須賀市立神明小学校
- 横須賀市立野比小学校 - 野比中学校が通学区域の地域
- 横須賀市立野比東小学校
- 横須賀市立北下浦小学校 - 北下浦中学校が通学区域の地域
- 横須賀市立津久井小学校 - 北下浦中学校が通学区域の地域
- 横須賀市立富士見小学校
- 横須賀市立武山小学校
- 横須賀市立荻野小学校 - 武山中学校が通学区域の地域のみ

## 交通
- 京浜急行バス みのり橋バス停よりすぐ